# Cheias de Charme
Cheias de Charme é uma telenovela brasileira produzida e exibida pela TV Globo entre 16 de abril a 28 de setembro de 2012, em 143 capítulos. Substituiu Aquele Beijo e foi substituída por Guerra dos Sexos, sendo a 80ª "novela das sete" exibida pela emissora.
Escrita por Filipe Miguez e Izabel de Oliveira, com a colaboração de Daisy Chaves, Isabel Muniz, João Brandão, Lais Mendes Pimentel, Paula Amaral e Sérgio Marques, teve supervisão de texto de Ricardo Linhares. A direção foi de Allan Fiterman, Maria de Médicis, Natália Grimberg e Denise Saraceni, com assistência de direção de Oscar Francisco. A direção geral foi de Carlos Araújo e a direção de núcleo de Denise Saraceni.
Contou com Leandra Leal, Taís Araújo, Isabelle Drummond, Cláudia Abreu, Ricardo Tozzi, Marcos Palmeira, Humberto Carrão e Jonatas Faro.

## Enredo
A novela inicia quando as três empregadas domésticas, coincidentemente todas com o nome Maria, são detidas por se envolverem em várias confusões ao mesmo tempo. Penha é presa após ter revidado uma das provocações causadas por Chayene, a famosa cantora de eletroforró e sua então patroa, enquanto que Rosário foi detida após se envolver em uma briga com a staff de Fabian, seu ídolo, e Aparecida, mais conhecida como Cida, foi apreendida por tentar apartar uma confusão entre Rodinei, seu então namorado, e Elano, após ela flagrar uma traição do primeiro e usar o segundo como válvula de escape. 
Após serem liberadas, o trio segue o seu caminho. Penha convive com as confusões de seu ex-marido, o encostado Sandro, que ainda é apaixonado por ela e tenta de todas as formas reconquistá-la, mas sem sucesso. Ele também usa a adoração paterna que Patrick, o filho do casal, nutre pelo próprio para convencer Penha do contrário em todos os seus planos. Ela mora com Alana, sua irmã mais nova e bastante imatura por conta da idade, e Elano, um rapaz estudioso e que sonha em se tornar advogado, criando os dois como se fossem seus filhos após serem abandonados pela mãe. Ela também é amiga da religiosa Ivone e vê sua vida mudar quando conhece Lígia, uma renomada advogada e mãe de família. As duas acabam se tornando grandes amigas quando a advogada decide abandonar o processo de Chayene e é demitida do escritório de Ernani Sarmento, mas a relação fica estremecida quando Penha é assediada por Alejandro, marido de Lígia e em respeito a amiga, decide esconder o caso sob o temor de ocorrer um grande escândalo. Além disso, Penha se envolve com o surfista Gilson, sem saber que no passado ele já se envolveu com Lígia e é o pai biológico de seu filho, o rebelde Samuel.
Rosário sonha em se tornar cantora famosa e é super fã de Fabian, o "príncipe das domésticas". Sua vida vira de ponta a cabeça quando conhece Inácio, um humilde lutador, mas que é idêntico ao cantor, motivo pelo qual Rosário se interessa por ele, mas acaba se apaixonando de verdade, complicando o namoro, já que ela fica entre a adoração por Fabian e a verdadeira felicidade com a "cópia" deste, tendo que lidar também com a inveja de Dinha, sua rival e colega no buffet que é administrado por Sidney, seu pai adotivo, que é homossexual. O que Rosário não sabe é que Inácio na verdade foge de uma gangue comandada por Dália, que é uma fã fanática de Fabian e acredita que Inácio é o mesmo, fazendo com que ele odeie a afirmação de ser idêntico ao cantor e também acaba se opondo ao sonho de sua amada se tornar uma cantora famosa. Rosário encontra uma chance de iniciar a carreira de cantora quando vira empregada de Chayene e fica frente a frente com o mundo da fama, mas se decepciona quando é reconhecida por ser apenas uma cozinheira pelo próprio Fabian, enquanto é subestimada por Tom Bastos, empresário de Chayene e Fabian.
Já Cida vive num verdadeiro mundo de fadas, sendo tratada como criada por Ernani Sarmento, renomado advogado e também corrupto, e sua esposa Sônia, uma socialite fútil. Ela convive sob os cuidados de Valda, a cozinheira dos Sarmentos e sua madrinha. Após ter sido traída por Rodinei, um grafiteiro de rua e entregador de Messias, dono de um mercadinho no condomínio de alto padrão Casa Verde, ela vê sua vida amorosa dar um grande passo quando se relaciona com Conrado Werneck, filho de Otto Werneck, importante político e advogado carioca, e neto da dondoca Máslova. Os dois iniciam um romance, mas Cida esconde sua verdadeira face e finge ser filha de Sônia e Ernani, com o casal acobertando o plano já que encontram uma vantagem numa possível entrada da família Werneck em seu meio. Mas quem não gosta de nada disso é a mimada Isadora, a filha mais nova do casal, que consegue sabotar o relacionamento de Cida e Conrado desmentindo a farsa destes e acaba se casando com o playboy, para o desgosto da arrumadeira. Ela também acaba se interessando por Elano, seu verdadeiro príncipe encantado, mas fica em dúvida com o sentimento. Sua maior característica é o famoso diário, que se tornou um livro de verdade posteriormente.
Visando afundar as mágoas após tantos problemas, as três Marias decidem gravar o videoclipe Vida de Empreguete na casa de Chayene, enquanto ela viaja em turnê com Fabian. No entanto, a brincadeira interna acabou se tornando um fenômeno nacional com o vazamento da mídia graças a uma das armações da atrapalhada Maria do Socorro, a grande fã de Chayene e sua aliada ao decorrer da novela. A vida das Empreguetes se transforma rapidamente quando elas são agenciadas por Tom Bastos, mas o trio acaba se dividindo entre a fama e os problemas pessoais, além dos planos malsucedidos de Chayene e Socorro, com a primeira almejando separar o trio, vendo que elas supostamente podem ser a sua ameaça no cenário musical, chegando inclusive a prender Fabian em seus braços, criando um namoro midiático e até uma falsa gravidez.

## Elenco
| Intérprete             | Personagem                                                                  |
| ---------------------- | --------------------------------------------------------------------------- |
| Leandra Leal           | Maria do Rosário Monteiro (Rosário)                                         |
| Taís Araújo            | Maria da Penha Fragoso (Penha)                                              |
| Isabelle Drummond      | Maria Aparecida dos Santos Souza (Cida)                                     |
| Cláudia Abreu          | Jociléia Imbuzeiro Migon (Chayene)                                          |
| Ricardo Tozzi          | Fabianilson Brunini (Fabian)                                                |
| Ricardo Tozzi          | Inácio Paixão / Rajão                                                       |
| Marcos Palmeira        | Sandro Barbosa                                                              |
| Humberto Carrão        | Elano Fragoso                                                               |
| Malu Galli             | Lygia Mariz Ortega                                                          |
| Jonatas Faro           | Conrado Tilman Werneck                                                      |
| Tato Gabus Mendes      | Dr. Ernani Sarmento (Tubarão)                                               |
| Alexandra Richter      | Sônia Muniz Lyra Sarmento                                                   |
| Giselle Batista        | Isadora Muniz Lyra Sarmento                                                 |
| Simone Gutierrez       | Ariela Sarmento Jordão                                                      |
| Leopoldo Pacheco       | Otto Amaro Werneck                                                          |
| Jayme Matarazzo        | Rodinei Maximiliano de Lima (Rodi)                                          |
| Daniel Dantas          | Sidney Monteiro                                                             |
| Titina Medeiros        | Maria do Perpétuo Socorro Cordeiro de Jesus (Socorro / S.O.S.) / Lady Praga |
| Rodrigo Pandolfo       | Humberto Jordão                                                             |
| Tainá Müller           | Liara Mariz                                                                 |
| Chandelly Braz         | Bruna Vanessa Almeida (Brunessa)                                            |
| Aracy Balabanian       | Máslova Tilman                                                              |
| Kika Kalache           | Ivone de Almeida                                                            |
| Luiz Henrique Nogueira | Laércio Migon                                                               |
| Bruno Mazzeo           | Tom Bastos                                                                  |
| Marília Martins        | Simone Brunini                                                              |
| Marcos Pasquim         | Gilson Motta Filho                                                          |
| Dhu Moraes             | Valdelice Araújo (Valda)                                                    |
| Juliana Alves          | Diana Moreira (Dinha)                                                       |
| Sérgio Menezes         | Heraldo Maranhão                                                            |
| Maria Helena Chira     | Dália Rangel                                                                |
| Miguel Roncato         | Samuel Mariz Motta                                                          |
| Bia Passos             | Manuela Mariz Ortega (Manu)                                                 |
| Pablo Bellini          | Alejandro Ortega                                                            |
| Nicolas Paixão         | Patrick Fragoso Barbosa                                                     |
| Sylvia Nazareth        | Alana Fragoso                                                               |
| Fábio Neppo            | Kleiton Lopes                                                               |
| Fábio Lago             | Rivonaldo José Cordeiro de Jesus (Naldo)                                    |
| Ilva Niño              | Maria Epifânia Cordeiro de Jesus (Epifânia)                                 |
| Lidi Lisboa            | Maria da Graça (Gracinha)                                                   |
| Mônica Torres          | Branca Plastino                                                             |
| Edney Giovenazzi       | Seu Messias                                                                 |
| Sérgio Malheiros       | Niltinho                                                                    |
| Analu Prestes          | Romana Paixão                                                               |
| Aramis Trindade        | Walmir Madureira                                                            |
| Maria Pompeu           | Voleide Lopes                                                               |
| Olívia Araújo          | Jurema                                                                      |
| Hugo Resende           | Marçal                                                                      |
| Gustavo Gasparani      | Gentil Soares                                                               |
| Rafaela Amado          | Marizete                                                                    |
| Nado Grimberg          | Ruço                                                                        |
| Luka Ribeiro           | Jiló                                                                        |
| Breno Nina             | Wanderley                                                                   |
| Alexandre David        | Zaqueu                                                                      |
| Gustavo Mendes         | Eloy di Marco                                                               |
| Juliana Martins        | Lia Antunes                                                                 |

### Participações especiais
| Intérprete            | Personagem                                            |
| --------------------- | ----------------------------------------------------- |
| Ana Paula Bouzas      | Rejane Lorelei (ex-vocalista da banda Leite de Cobra) |
| Lady Francisco        | Madame Kastrup                                        |
| Enrique Díaz          | Delegado Peixoto                                      |
| Christine Fernandes   | Scarlet Benson                                        |
| Marco Ricca           | Fábio Arruda                                          |
| Day Mesquita          | Stela Carvalho                                        |
| Polliana Aleixo       | Beatriz                                               |
| Marcelo Argenta       | Von Kuster                                            |
| Cláudio Tovar         | Malaquias (Seu Mala)                                  |
| César Ferrario        | Morvan (Vavá)                                         |
| Thaila Ayala          | Gisele / Fabiane                                      |
| Georgiana Góes        | Cecília Salles                                        |
| Juliana Paiva         | Camila                                                |
| Guilherme Winter      | Anderson                                              |
| Vitor Novello         | Jeferson                                              |
| Tuna Dwek             | Suely Pedrosa                                         |
| Maria Joana           | Bebel                                                 |
| Luciana Fregolente    | Emília Xavier                                         |
| Millene Ramalho       | Ticiane                                               |
| Brunno Abrahão        | Yuri                                                  |
| Cláudia Paiva         | Dolores dos Santos Souza                              |
| Paula Newlands        | Marta                                                 |
| Bruno Bezerra         | Serginho                                              |
| Pia Manfroni          | Lúcia                                                 |
| Emiliano Ruschel      | Téo Teló                                              |
| Chica Xavier          | vidente                                               |
| Beth Lamas            | médica de Lygia                                       |
| Maria Pinna           | namorada de Conrado em Curitiba                       |
| Bia e Branca          | Tainá & Tanise                                        |
| Xuxa                  | ela mesma                                             |
| Ana Maria Braga       | ela mesma                                             |
| Fátima Bernardes      | ela mesma                                             |
| Regina Casé           | ela mesma                                             |
| Reynaldo Gianecchini  | ele mesmo                                             |
| Ana Furtado           | ela mesma                                             |
| Faustão               | ele mesmo                                             |
| Luciano Huck          | ele mesmo                                             |
| Michel Teló           | ele mesmo                                             |
| Luan Santana          | ele mesmo                                             |
| Alcione               | ela mesma                                             |
| Paula Fernandes       | ela mesma                                             |
| Gaby Amarantos        | ela mesma                                             |
| Daniele Suzuki        | ela mesma                                             |
| Leandro Hassum        | ele mesmo                                             |
| Marcius Melhem        | ele mesmo                                             |
| Preta Gil             | ela mesma                                             |
| Toni Garrido          | ele mesmo                                             |
| Thiaguinho            | ele mesmo                                             |
| Wanessa Camargo       | ela mesma                                             |
| Banda Calypso         | eles mesmos                                           |
| João Neto & Frederico | eles mesmos                                           |
| Sorriso Maroto        | eles mesmos                                           |
| Regina Chaves         | ela mesma                                             |
| Sandra Pêra           | ela mesma                                             |
| Stefhany Absoluta     | ela mesma                                             |
| Julia Klein           | Menina do Orfanato                                    |

## Produção
A novela teve como títulos provisórios As Três Marias e Marias do Lar. Posteriormente passou a se chamar Cheias de Charme. Foi a primeira novela escrita pela dupla Filipe Miguez e Izabel de Oliveira, que já haviam trabalhado como colaboradores em outras novelas. Para a divulgação da novela, um ônibus tematizado com imagens das protagonistas e o logotipo circulou pela cidade do Rio de Janeiro, no mês de estreia.

### Escolha do elenco e preparação
O papel de Penha foi oferecido inicialmente a Camila Pitanga, que recusou a personagem para protagonizar a novela das seis Lado a Lado, e o papel passou para Taís Araújo, afastada das novelas desde Viver a Vida. Mariana Ximenes foi a primeira convidada para interpretar Rosário, porém a atriz recusou para fazer Avenida Brasil – o que não as concretizou. Leandra Leal assumiu o papel. Era desejo dos autores terem Patrícia Pillar no papel de Chayenne, porém a atriz acabou indo para o elenco de Lado a Lado e foi substituída por Cláudia Abreu.
Leandra Leal fez aulas de canto, dança, violão e culinária para a interpretação de sua personagem. A atriz Christine Fernandes fez uma participação na reta final da novela. Interpretou Scarlet, uma jornalista que viveu um romance com Fabian (Ricardo Tozzi). As cenas da atriz começaram a ser exibidas no dia 7 de setembro de 2012. Abreu fez aulas de canto e de prosódia para compor a personagem, que é de origem piauiense. Jayme Matarazzo contou com a consultoria de grafiteiros. Uma equipe de 60 pessoas, incluindo os atores Ilva Niño, Titina Medeiros e Fábio Lago gravaram cenas no Delta do Parnaíba durante duas semanas.

### Crossovercom programas reais
A telenovela teve em vários momentos como cenário, programas globais, como se a participação dos personagens fosse real. Um desses programas foi o Mais Você e contou com a participação de Ana Maria Braga. As cenas que foram ao ar a partir de 5 de junho de 2012, tiveram o encontro entre as empregadas e as patroas no programa. A novela também foi gravada dentro do programa Esquenta!, com a participação de Regina Casé. No capítulo de 23 de junho de 2012, Chayenne (Cláudia Abreu) cantou e dançou no programa e levantou a plateia. Outro programa que também serviu de cenário foi o Vídeo Show e contou com a participação de Ana Furtado. Na cena, que foi ao ar no dia 27 de julho de 2012, as empreguetes estavam cozinhando no programa e o nervosismo de Penha atrapalhou o desempenho delas no programa. O Domingão do Faustão também contou com a participação dos personagens. Primeiramente foram Chayene e Fabian e logo depois foi a vez das Empreguetes; já no capítulo do dia 25 de setembro de 2012, foi a vez do personagem Sandro participar do programa, desta vez como participante do quadro Se vira nos 30. No capítulo de 13 de agosto de 2012, Rosário e Fabian se apresentaram no Caldeirão do Huck. Durante os últimos capítulos, Chayenne, andando pelo Projac pediu a Sílvio de Abreu e Jorge Fernando um papel na novela Guerra dos Sexos, posterior na faixa.

## Exibição

### Reprises
Teve uma curta reexibição no quadro Novelão, do Vídeo Show, entre 1º de julho e 5 de julho de 2013.
Foi reexibida no Vale a Pena Ver de Novo de 19 de setembro de 2016 a 21 de março de 2017, em 132 capítulos, substituindo Anjo Mau e sendo substituída por Senhora do Destino. Essa é a primeira novela dos autores Filipe Miguez e Izabel de Oliveira a ser exibida na faixa, e também é a primeira trama da década de 2010 a ser exibida na faixa. Foi também uma das primeiras novelas a não ter seu desfecho exibido numa sexta-feira na faixa de reprises da Globo. A trama teve seu último capítulo indo ao ar em uma terça-feira.
Foi reexibida pela segunda vez na faixa intitulada Edição Especial de 11 de março a 30 de agosto de 2024, também em 132 capítulos, substituindo Mulheres de Areia e sendo substituída por Cabocla no horário das 14h40. Esta é a primeira novela das 19h a ser exibida nesse horário desde a inauguração em 2021. Além disso, também é a primeira reprise vespertina a ser exibida aos sábados, antecedendo a Sessão de Sábado em rede nacional e a programação local em algumas localidades.
A trama teve a exibição suspensa entre os dias 7 e 13 de maio de 2024 no estado do Rio Grande do Sul por conta da cobertura jornalística das enchentes na região.[carece de fontes?] Não foi ao ar nos dias 29 de junho e 5 de julho de 2024, agora em todo o país, devido à transmissão das oitavas de final do Campeonato Europeu de Futebol entre as seleções da Itália e Suíça e das quartas de final entre Alemanha e Espanha. Assim como Chocolate com Pimenta, essa reprise foi dividida em duas partes, com a primeira indo ao ar até o dia 25 de julho, uma vez que entre os dias 26 de julho e 10 de agosto de 2024, a novela teve a exibição suspensa nacionalmente devido às transmissões dos Jogos Olímpicos de Verão, voltando ao ar no dia 12 com a segunda parte. Em 17 de agosto de 2024 também não foi exibida nacionalmente devido à cobertura jornalística do falecimento de Silvio Santos.

### Exibição internacional
Cheias de Charme teve três exibições completas em Portugal, estando atualmente na sua quarta exibição no país. A primeira exibição aconteceu entre 25 de fevereiro de 2013 e 20 de setembro de 2013, na SIC, no horário das 19h30. A segunda exibição ocorreu no canal Globo Now, entre 26 de dezembro de 2016 e 13 de maio de 2017, no horário das 19h. A terceira exibição começou no dia 6 de abril de 2018, no canal Globo, no horário das 19h20, substituindo Tempo de Amar. No dia 9 de janeiro de 2023, a telenovela regressou ao horário de acesso ao prime time da SIC, às 19h, substituindo Amor Eterno Amor e a reexibição de Fina Estampa. O último episódio foi exibido segunda-feira, dia 2 de Outubro de 2023. Nas últimas semanas de exibição, Cheias de Charme passou a ser exibida entre as novelas Flor do Caribe e a reexibição de Morde e Assopra, novela da mesma época (2013), que passaria a substituí-la na grelha da SIC quando esta terminasse. A fim de fazer essa transição, a estação portuguesa exibiu os primeiros episódios de Morde e Assopra antes de Cheias de Charme terminar, sendo os últimos episódios divididos em blocos mais pequenos para que tudo coubesse na grelha antes do Jornal da Noite.
Para ser comercializada no mercado internacional, a trama ganhou os nomes Encantadoras e Sparkling Girls. A obra já foi exibida no Uruguai, Panamá, Moçambique, Chile, Coreia do Sul (내일은 스타, em coreano), El Salvador, Costa Rica, República Dominicana, Equador, Suécia, Mongólia (Дур булаам бүсгүйчүүд, em mongol), África do Sul, Nicarágua e na região da África anglófona (cobertura do canal Nina TV), França,

### Outras mídias
Em 28 de novembro de 2022, foi disponibilizada pelo Globoplay como parte do Projeto Originalidade, com a atualização para o formato de exibição original; com o formato de imagem restaurado em Full HD, além de aberturas, vinhetas de intervalo e encerramento originais.

### Classificação indicativa
Inicialmente a trama teve classificação "Livre para todos os públicos", mas três meses depois da sua estreia foi reclassificada para "Não recomendado para menores de 10 anos" por conter cenas de violência. Em 20 de abril de 2024, durante sua segunda reprise, a novela foi reclassificada novamente desta vez para "Não recomendado para menores de 12 anos" por conter violência, conteúdo sexual e drogas lícitas.

## Recepção
Além da comédia característica do horário das 19h, Cheias de Charme tem vários elementos capazes de agradar em cheio ao público infanto-juvenil, como a abertura em animação que lembra uma história em quadrinhos e a própria proposta musical. Ter a grande vilã da história como uma rainha do tecnobrega ajuda a confirmar gravações em shows como os de Ivete Sangalo e Michel Teló, além de cenas com a Banda Calypso. Chayene, por exemplo, fala mal e faz de tudo para provocar suas colegas. Como quando se refere à cantora Joelma, da Banda Calypso, como "anaconda do Pará". Além disso, o hit cantado na trama, Vida de Empreguete, virou febre no Brasil (o vídeo na Globo.com alcançou mais de 10 milhões de visualizações) como também tocou nas rádios.

### Audiência

#### Exibição original
Cheias de Charme conseguiu, em seu primeiro capítulo, 35 pontos. Suas antecessoras, Aquele Beijo e Morde & Assopra, conquistaram 35 e 32 pontos de média, respectivamente, no primeiro capítulo. Em seus 34 primeiros capítulos, o folhetim registrou média de 29,5 pontos, sendo a novela das 19h mais assistida em 5 anos, parando em Sete Pecados, exibida em 2007, que registrou 30,5 pontos de média.
No capítulo exibido em 12 de julho, alcançou a maior audiência durante toda sua exibição, registrando média de 37 pontos com 41 de pico, um índice muito alto para os dias atuais. Em 18 de julho, teve média de 35 pontos, encostando em Avenida Brasil, que no mesmo dia teve 37 de média.
No último capítulo, alcançou média de 33 pontos no Ibope e 61% de share, superior à audiência do último capítulo de sua antecessora, Aquele Beijo (30 pontos), porém inferior aos finais de novelas de outras do mesmo horário, Ti Ti Ti (37 pontos) e Morde & Assopra (36 pontos). O horário político atrapalhou a audiência da novela, principalmente em seu último capítulo. A trama teve média geral de 30 pontos, cumprindo assim a meta estabelecida pela emissora e ter se tornado a maior audiência da faixa na década de 2010.

#### Reprise no Vale a Pena Ver de Novo
No primeiro capítulo da sua reprise, no dia 19 de setembro, a novela marca 12 pontos na Grande São Paulo. Já no segundo capítulo da reprise, exibido no dia 20 de setembro, marca 13,1 pontos, aumentando 1,1 ponto em relação ao dia anterior e impulsionando as atrações seguintes. No quarto capítulo da reprise exibido no dia 22 de setembro, a novela registra seu primeiro recorde negativo, marcando 11,7 pontos.
Já no dia 26 de setembro, agora sendo exibida em novo horário após o final da sua antecessora, a novela marca seu primeiro recorde, tendo 15,6 pontos com 17,9 de pico. No dia 30 de setembro, a novela registra 16,9 pontos e no dia 3 de outubro a novela marca 18,4 pontos. Um mês depois, no dia 3 de novembro, registra 18,7 pontos e 35% de share em São Paulo e 21 pontos e 45% de share no Rio de Janeiro. E mais uma vez no dia 29 de novembro, a novela bate mais um recorde, marcando 19,5. Já no dia seguinte (30 de novembro), marcou 20 pontos, se tornando o seu maior recorde desde a sua estreia e encostou na novela das 6, Sol Nascente, que marcou 21,8 pontos. No dia 18 de janeiro de 2017, a novela volta a quebrar o seu recorde anterior e registra 21 pontos na Grande São Paulo e 22 pontos no Rio de Janeiro, sendo a maior pontuação na faixa desde a mudança de horário do Vale a Pena Ver de Novo em 2014.
O último capítulo registrou 19,3 pontos, sendo o melhor desfecho desde a segunda reprise de O Rei do Gado. Teve média geral de 16.67 pontos, alavancando os índices do Vale a Pena Ver de Novo em relação as duas antecessoras. Durante sua reprise, houve uma elevação de mais de 4 pontos de audiência da emissora, na média para o horário em São Paulo, e de mais de 3 pontos no Rio de Janeiro.

#### Reprise na Edição Especial
Estreou com 13,4 pontos, 13,9 de pico e 33,9% de share, sendo a segunda melhor estreia da faixa e apresentou desempenho superior a sua reestreia em 2016. Seu segundo capítulo registrou 12,3 pontos. Mas, apesar dos bons índices no início, a novela passou a perder parte do público com o passar das semanas, com a média caindo para a casa dos 10 e 11 pontos, porém, mantendo a liderança da faixa. Um dos motivos apontados seria a diferença dos temas comparado com as suas antecessoras. Em 6 de abril de 2024, registrou 9,1 pontos, seu primeiro recorde negativo, sendo superado no dia 20 com 8,7 pontos.
Com o passar dos dias, a novela continuou na casa dos 10 pontos, atingindo a máxima de 12 em alguns dias e registrando nove pontos em determinados momentos, não repetindo o mesmo sucesso da reprise de 2016, chegando até mesmo a ter a liderança ameaçada pelo Balanço Geral e apresentar derrotas sistemáticas por alguns minutos. Até mesmo as exibições nos sábados não alcançavam bons índices e eram alvo de reclamações do público pela pouquíssima duração, de apenas meia hora no ar. Por conta disso, a trama teve seus capítulos condensados antes da pausa olímpica, sendo exibida em compactos que alcançavam até quatro capítulos, crescendo ainda mais a insatisfação do público com o tratamento da obra. Mesmo com o retorno, os cortes prosseguiram.
O último capítulo registrou 11 pontos. Teve media geral de 10,8 pontos, sendo uma das menos assistida da faixa.

#### Outras mídias
No ano de exibição, foram lançados produtos da novela. Foram lançadas bonecas das empreguetes, que foram primeiramente divulgadas no capítulo de 1 de setembro de 2012. Em outubro foi lançado o livro Cida, a Empreguete - Um Diário Íntimo, inspirado na personagem Cida (Isabelle Drummond). Em novembro foi lançado um DVD com os melhores momentos da novela, com clipes, músicas e participações especiais.
No dia 25 de dezembro de 2012, Taís Araújo, Leandra Leal, Isabelle Drummond, Cláudia Abreu e Titina Medeiros, interpretando suas personagens Penha, Rosário, Cida, Chayene e Socorro respectivamente fizeram uma participação no especial Roberto Carlos no qual cantaram ao lado dele no palco. Cláudia Abreu (como Chayene) chegou a dar um "selinho" no cantor.

### Prêmios e indicações
| Ano  | Prêmio                         | Categoria                | Indicação                              | Resultado | Ref     |
| ---- | ------------------------------ | ------------------------ | -------------------------------------- | --------- | ------- |
| 2012 | Meus Prêmios Nick              | Atriz Favorita           | Leandra Leal                           | Indicado  | [ 143 ] |
| 2012 | Meus Prêmios Nick              | Gato do Ano              | Ricardo Tozzi                          | Venceu    | [ 143 ] |
| 2012 | Prêmio Extra de Televisão      | Melhor Novela            | Filipe Miguez e Izabel de Oliveira     | Indicado  | [ 144 ] |
| 2012 | Prêmio Extra de Televisão      | Melhor Atriz             | Taís Araújo                            | Indicado  | [ 144 ] |
| 2012 | Prêmio Extra de Televisão      | Melhor Atriz             | Cláudia Abreu                          | Indicado  | [ 144 ] |
| 2012 | Prêmio Extra de Televisão      | Melhor Ator              | Ricardo Tozzi                          | Indicado  | [ 144 ] |
| 2012 | Prêmio Extra de Televisão      | Melhor Ator Coadjuvante  | Marcos Palmeira                        | Indicado  | [ 144 ] |
| 2012 | Prêmio Extra de Televisão      | Revelação                | Titina Medeiros                        | Indicado  | [ 144 ] |
| 2012 | Prêmio Extra de Televisão      | Tema Musical             | "Ex Mai Love", Gaby Amarantos          | Indicado  | [ 144 ] |
| 2012 | Prêmio Extra de Televisão      | Tema Musical             | "Vida de Empreguete", Empreguetes      | Venceu    | [ 144 ] |
| 2012 | Prêmio Extra de Televisão      | Ídolo Teen               | Isabelle Drummond                      | Venceu    | [ 144 ] |
| 2012 | Prêmio Extra de Televisão      | Melhor Figurino          | Gogoia Sampaio                         | Venceu    | [ 144 ] |
| 2012 | Prêmio Extra de Televisão      | Melhor Maquiagem         | Marcelo Dias                           | Venceu    | [ 144 ] |
| 2012 | Troféu APCA                    | Revelação                | Filipe Miguez e Izabel de Oliveira     | Venceu    | [ 145 ] |
| 2012 | Capricho Awards                | Programa de TV           | Cheias de Charme                       | Indicado  | [ 146 ] |
| 2012 | Capricho Awards                | Melhor Ator Nacional     | Jonatas Faro                           | Indicado  | [ 146 ] |
| 2012 | Capricho Awards                | Melhor Atriz Nacional    | Isabelle Drummond                      | Indicado  | [ 146 ] |
| 2012 | Prêmio de Reconhecimento (CGP) | Melhor Ação de Internet  | Ana Bueno, Bianca Kleinpaul, e outros. | Venceu    | [ 148 ] |
| 2012 | Prêmio de Reconhecimento (CGP) | Melhor Produção Musical  | Sergio Saraceni                        | Venceu    | [ 148 ] |
| 2012 | Prêmio Quem de Televisão       | Melhor Ator              | Ricardo Tozzi                          | Indicado  | [ 149 ] |
| 2012 | Prêmio Quem de Televisão       | Melhor Atriz             | Taís Araújo                            | Indicado  | [ 149 ] |
| 2012 | Prêmio Quem de Televisão       | Melhor Atriz             | Cláudia Abreu                          | Indicado  | [ 149 ] |
| 2012 | Prêmio Quem de Televisão       | Melhor Ator Coadjuvante  | Marcos Palmeira                        | Indicado  | [ 149 ] |
| 2012 | Prêmio Quem de Televisão       | Revelação                | Titina Medeiros                        | Indicado  | [ 149 ] |
| 2012 | Prêmio Quem de Televisão       | Revelação                | Rodrigo Pandolfo                       | Indicado  | [ 149 ] |
| 2012 | Prêmio Quem de Televisão       | Melhor Autor             | Filipe Miguez e Izabel de Oliveira     | Indicado  | [ 149 ] |
| 2012 | Melhores do Ano                | Melhor Atriz             | Cláudia Abreu                          | Indicado  | [ 150 ] |
| 2012 | Melhores do Ano                | Melhor Atriz Revelação   | Titina Medeiros                        | Venceu    | [ 150 ] |
| 2012 | Prêmio Contigo! de TV          | Melhor Novela            | Filipe Miguez e Izabel de Oliveira     | Indicado  | [ 151 ] |
| 2012 | Prêmio Contigo! de TV          | Melhor Ator de Novela    | Ricardo Tozzi                          | Indicado  | [ 151 ] |
| 2012 | Prêmio Contigo! de TV          | Melhor Ator de Novela    | Marcos Palmeira                        | Indicado  | [ 151 ] |
| 2012 | Prêmio Contigo! de TV          | Melhor Atriz de Novela   | Cláudia Abreu                          | Indicado  | [ 151 ] |
| 2012 | Prêmio Contigo! de TV          | Melhor Atriz de Novela   | Isabelle Drummond                      | Indicado  | [ 151 ] |
| 2012 | Prêmio Contigo! de TV          | Melhor Atriz de Novela   | Leandra Leal                           | Indicado  | [ 151 ] |
| 2012 | Prêmio Contigo! de TV          | Melhor Atriz de Novela   | Taís Araújo                            | Indicado  | [ 151 ] |
| 2012 | Prêmio Contigo! de TV          | Melhor Ator Coadjuvante  | Bruno Mazzeo                           | Indicado  | [ 151 ] |
| 2012 | Prêmio Contigo! de TV          | Melhor Ator Coadjuvante  | Tato Gabus Mendes                      | Indicado  | [ 151 ] |
| 2012 | Prêmio Contigo! de TV          | Melhor Ator Coadjuvante  | Humberto Carrão                        | Indicado  | [ 151 ] |
| 2012 | Prêmio Contigo! de TV          | Melhor Atriz Coadjuvante | Aracy Balabanian                       | Indicado  | [ 151 ] |
| 2012 | Prêmio Contigo! de TV          | Melhor Atriz Coadjuvante | Alexandra Richter                      | Indicado  | [ 151 ] |
| 2012 | Prêmio Contigo! de TV          | Melhor Atriz Coadjuvante | Malu Galli                             | Indicado  | [ 151 ] |
| 2012 | Prêmio Contigo! de TV          | Revelação da TV          | Chandelly Braz                         | Indicado  | [ 151 ] |
| 2012 | Prêmio Contigo! de TV          | Revelação da TV          | Fábio Neppo                            | Indicado  | [ 151 ] |
| 2012 | Prêmio Contigo! de TV          | Revelação da TV          | Titina Medeiros                        | Venceu    | [ 151 ] |
| 2012 | Prêmio Contigo! de TV          | Melhor Ator Infantil     | MC Nicolas                             | Indicado  | [ 151 ] |
| 2012 | Prêmio Contigo! de TV          | Melhor Autor de Novela   | Filipe Miguez e Izabel de Oliveira     | Indicado  | [ 151 ] |
| 2012 | Prêmio Contigo! de TV          | Melhor Diretor de Novela | Carlos Araújo e Denise Saraceni        | Indicado  | [ 151 ] |
| 2013 | Troféu Imprensa                | Melhor Novela            | Filipe Miguez e Izabel de Oliveira     | Indicado  | [ 152 ] |
| 2013 | Troféu Imprensa                | Melhor Atriz             | Cláudia Abreu                          | Indicado  | [ 152 ] |

## Musicais fictícios

### Empreguetes
Empreguetes é um girl group formado pelas Marias, da Penha, do Rosário e Aparecida conhecida por Cida. O grupo foi formado ocasionalmente, quando as três empregadas estavam passando a noite na casa da cantora Chayene enquanto ela estava viajando e Rosário acordou no meio da noite e resolveu escrever uma música chamada "Vida de Empreguete", na manhã seguinte, Rosário chamou Kleiton para gravar a música com a participação de Penha e Cida no estúdio de Chayene. Depois, acabaram por gravar um clipe no mesmo dia, com as roupas e a casa de Chayene como locação. O clipe foi lançado na internet no dia 19 de maio de 2012. Foi divulgado na internet por várias pessoas e se tornou um grande hit, resultando na prisão das cantoras recém-lançadas. O grupo é inspirado no grupo americano Destiny's Child.

### Chayene
Jociléia Imbuzeiro Migon mais conhecida pelo nome artístico Chayene, é uma cantora fictícia piauiense de Sobradinho com passagem por São Paulo, foi lançada há quinze anos em um grupo de forró. Conquistou sucesso fulminante em âmbito nacional com "Voa, Voa, Brabuleta" e sua característica dancinha. Com um repertório que vai do forró eletrônico a lambada, sacode multidões nos seus shows super produzidos.
Chayene atribui a má fase a um suposto (e invisível) sobrepeso. Divide seu tempo entre o seu Piauí natal, onde é considerada uma deusa, e a mansão no Condomínio Casagrande, no Rio.
Os assuntos profissionais ficam por conta de seu ex-marido Laércio, hoje seu secretário para serviços pessoais. Os contratos de shows são fechados por Tom Bastos, a raposa do meio musical. Todos trabalham para que os detalhes da vida dela sejam perfeitos.

### Carreira
Chayene começou cantando em bares e boates em Sobradinho, Piauí, até ser descoberta pelo empresário Laércio Migon e assumir o cargo de vocalista da banda de forró "Leite de Cobra" em 1997, que antes pertencia a cantora Rejane Lorelei, que deixou o posto após perder sua voz.  
Em 1999, a cantora compra a banda e  parte para carreira solo com o single "Voa, Voa Brabuleta".
Já foi denunciada por agressão por suas ex-domésticas Penha e Socorro.
A personagem foi citada na telenovela Verão 90, escrita por uma das autoras de Cheias de Charme. Na cena, o personagem Galdino (Gabriel Godoy) conta a Vanessa (Camila Queiroz) que já namorou a cantora quando os dois faziam parte da mesma banda de forró.

## Música

### Trilha sonora
A trilha sonora da telenovela, intitulada Cheias de Charme Nacional, foi lançada em 18 de junho de 2012. A capa apresenta Cláudia Abreu como Chayene. O disco contém 17 faixas, sendo que quatro delas foram disponibilizadas para a internet, em formato de extended play (EP).
| N.º | Título                                               | Música                         | Tema             | Duração |  |
| 1.  | "Pavilhão de Espelhos"                               | Roberta de Sá                  | Cida e Elano     |         |  |
| 2.  | "Chalalá"                                            | Léo Magalhães                  | Fabian e Rosário |         |  |
| 3.  | "Piscar o Olho"                                      | Tiê                            | Cida e Conrado   |         |  |
| 4.  | "Chora Coração" (ao vivo)                            | Alcione                        | Penha e Sandro   |         |  |
| 5.  | "Tudo Nosso"                                         | Samba Livre                    | Penha            |         |  |
| 6.  | "Disritmia"                                          | Zeca Baleiro                   | Rodinei e Liara  |         |  |
| 7.  | "Lê Lê Lê"                                           | João Neto & Frederico          | Tema geral       |         |  |
| 8.  | "Breve Canção de Sonho" (ao vivo)                    | Zélia Duncan                   | Rosário          |         |  |
| 9.  | "Se Você Me Der"                                     | Arthur Danni                   | Fabian           |         |  |
| 10. | "Só Sei Dançar Com Você" (com participação de Zé Pi) | Tulipa Ruiz                    | Inácio e Rosário |         |  |
| 11. | "Maldito Rádio"                                      | Adriana Calcanhotto            | Inácio           |         |  |
| 12. | "Tango Pra"                                          | Angela Maria & Agnaldo Timóteo | Sidney           |         |  |
| 13. | "Se Vira"                                            | Beth Carvalho                  | Sandro           |         |  |
| 14. | "Canta Maria"                                        | Fernanda Takai                 | Cida             |         |  |
| 15. | "Ex Mai Love"                                        | Gaby Amarantos                 | Abertura         |         |  |
| 16. | "Darte" (com participação de Juanes)                 | Ivete Sangalo                  | Lygia            |         |  |
| 17. | "Só Marcando Meu Nome"                               | Marcelo D2                     | Rodinei          |         |  |

### Outras canções
Cheias de Charme também contou com as seguintes canções:
- Luiz Gonzaga – "From United States of Piauí" (tema de Socorro)
- Maria Gadú – "Estranho Natural" (tema de Gilson)
- Luan Santana – "Te Vivo" (tema geral)
- Adair Cardoso – "Enamorado" (com participação de Cláudia Leitte)
- Banda Calypso – "Xonou, Xonou" (tema geral)
- Pedro Luís – "Tá?" (tema de Sarmento)

### Os Grandes Sucessos Musicais da Novela Cheias de Charme
Os Grandes Sucessos Musicais da Novela Cheias de Charme é um álbum de vídeo da telenovela que foi lançado em 16 de novembro de 2012 pela Globo Marcas, em formato de DVD. O álbum compila shows e clipes dos personagens, com participações de artistas musicais, exibidos durante a trama.
1. Empreguetes – "Maria Brasileira"
2. Chayene – "Voa, Voa, Brabuleta"
3. Fabian – "Impossível Acreditar que Perdi Você"
4. Empreguetes – "Vida de Empreguete"
5. Chayene & Fabian – "Só Me Vejo Contigo"
6. Empreguetes – "Forró das Curicas"
7. Chayene – "Vida de Patroete"
8. Chayene & Fabian – "Se Você Me Der"
9. Empreguetes – "Nosso Brilho"
10. Chayene & Fabian – "Chora, Me Liga"
11. Chayene – "Humilde Residência" (com participação de Michel Teló)
12. Empreguetes – "Chalalá"
13. Zezé di Camargo & Luciano – "É o Amor"
14. Empreguetes – "Lê Lê Lê" (com participação de João Neto & Frederico)
15. Fabian – "Cheia de Charme" (de Guilherme Arantes)
16. Rosário e Fabian – "Vou Matar Esse Amor Dentro de Mim"
17. Empreguetes, Chayene e Fabian – "Ex Mai Love"